# 圆角园蛛
圆角园蛛（学名：Araneus rotundicornis）为园蛛科园蛛属的动物。分布于日本以及中国大陆的辽宁等地，多见于山林。该物种的模式产地在日本。